# Залив Вязкости
Зали́в Вя́зкости (лат. Sinus Viscositatis) — залив в лунном Океане Бурь на видимой стороне Луны. Расположен неподалёку от западного берега Моря Дождей. Размер залива — приблизительно 68 км.

## История
Название утверждено Международным астрономическим союзом 30 декабря 2022 года.
На 23 февраля 2024 года в Залив Вязкости планировалась посадка посадочного модуля АМС Peregrine. Однако из-за неисправности он не смог достичь Луны.